# Bidyadhari
Bidyadhari és un riu de Bengala Occidental a l'Índia, en part al districte de North 24 parganas. Neix als Sundarbans a l'est, corre al nord passant per Harua on pren el nom d'Harua Gang, i després gira a l'oest i se li uneix el Nona Khal prenent la direcció sud-oest i s'uneix als canals Baliaghata i Tolly, i després cap al sud-est on a la ciutat de Canning se li uneixen el Karatoya i el Atharabanka; el riu unit passa al sud dels Sundarbans amb el nom de Matla i desaigua amb aquest nom a la badia de Bengala.